# Spodoptera orbicularis
Spodoptera orbicularis là một loài bướm đêm trong họ Noctuidae.